# Philepitta schlegeli
La filepita de Schlegel (Philepitta schlegeli) es una especie de ave paseriforme en la familia Philepittidae endémica de Madagascar.

## Distribución y hábitat
Su habitat natural son los bosques tropicales del oeste de Madagascar.
Se encuentra amenazada por pérdida de hábitat.